# James Caan
James Edmund „Jimmy“ Caan (26. března 1940 Bronx – 6. července 2022 Los Angeles) byl americký herec. Za svou roli ve filmu Kmotr byl nominován na Oscara.

## Životopis
Narodil se řezníkovi Arthurovi a jeho manželce Sophie Caanovým. Studoval na Michiganské státní univerzitě a na Hofstra University, avšak ani na jedné nepromoval. Jeho sourozenci byli Ronnie a Barbara, která v roce 1981 zemřela na leukémii. Několik let hrál fotbal, měl černý pásek v karate a několikrát se dokonce zúčastnil rodea.

## Kariéra
Úspěšně absolvoval dramatickou školu Neighborhood Playhouse, kde jedním z jeho instruktorů byl Sanford Meisner. Po několika divadelních rolí získal možnost účinkovat v televizních seriálech, jako např. Neúplatní. Jeho první hlavní roli si zahrál roku 1964 ve filmu Dáma v kleci. O dva roky později si zahrál po boku Johna Waynea ve snímku El Dorado. V následující letech se objevil v řadě hollywoodských filmů. Roku 1969 sklidil pozitivní ohlasy kritiků filmem Lidé deště v roli fotbalisty. Za svůj výkon v roli Sonnyho Corleona v Kmotrovi byl nominován na Oscara.
V letech 1982–1987 žil v ústraní. Zapříčinila to smrt jeho sestry, závislost na kokainu a pocit vyhoření. Vzpamatoval se až v roce 1987, kdy se vrátil zpět do filmového průmyslu a zahrál si roli seržanta Clella Hazarda ve filmu Zahrady z kamene. Až do roku 2003 hrál v několika úspěšných snímcích, jako např. Misery nechce zemřít (1990), Muž se třema rukama (1991), Rezidence Jericho (2003) nebo Dogville (2003). Poté hrál do podzimu 2007 v televizním seriálu Las Vegas roli Eda Delineho. Seriál se stal úspěšným i v zahraničí, nicméně po páté sérii klesly tržby a následná stávka scenáristů vedla k tomu, že Caan podal výpověď.
V roce 2004 hostoval v animovaném seriálu Simpsonovi (díl Ve válce sporáků je vše dovoleno) a v roce 2010 v YouTube sérii The Annoying Orange (epizoda Jalapeño).
Od roku 2010 byl předsedou internetové společnosti Openfilm, jejímž cílem pomoci budoucím filmařům.

## Osobní život
Byl čtyřikrát ženatý, přičemž všechna manželství skončila rozvodem. V roce 1960 se oženil s Dee Jay Mathis, s níž měl dceru Taru A. Caan. O šest let později se rozvedli. Druhé manželství (1976) s Sheilou Ryan (bývalá přítelkyně Elvise Presleyeho) mělo jen krátké trvání a za rok se rozvedli. Mezitím se jim narodil syn Scott Caan, který je také herec. V letech 1990–1995 byl ženatý s Ingrid Hajek, se kterou má syna Alexandra Jamese Caana (1991). V říjnu 1996 si vzal Lindu Stokes a společně měli dva syny, Jamesa Arthura Caana (1995) a Jacoba Nicholase Caana (1998). Stokes 20. listopadu 2009 podala žádost o rozvod.

## Filmografie
| Rok  | Film                                                         | Role                        | Poznámka |
| ---- | ------------------------------------------------------------ | --------------------------- | --- |
| 1963 | Sladká Irma                                                  | voják s rádiem              | |
| 1964 | Dáma v kleci                                                 | Randall Simpson O'Connell   | |
| 1965 | Slavní jezdci                                                | Anthony Dugan               | |
| 1965 | Red Line 7000                                                | Mike                        | |
| 1966 | El Dorado                                                    | Alan Bedillion Traherne     | |
| 1967 | Games                                                        | Paul Montgomery             | |
| 1968 | Submarine X-1                                                | Richard Bolton              | |
| 1968 | Countdown                                                    | Lee Stegler                 | |
| 1968 | Journey to Shiloh                                            | Buck Burnett                | |
| 1969 | Lidé deště                                                   | Jimmy Kilgannon             | |
| 1970 | Rabbit, Run                                                  | králík Angstrom             | |
| 1971 | T.R. Baskin                                                  | Larry Moore                 | |
| 1971 | Brianova píseň                                               | Brian Piccolo               | nominace – cena Emmy |
| 1972 | Kmotr                                                        | Sonny Corleone              | nominace – Oscar za nejlepší mužský herecký výkon ve vedlejší roli nominace – Zlatý glóbus za nejlepší mužský herecký výkon ve vedlejší roli |
| 1973 | Slither                                                      | Dick Kanipsia               | |
| 1973 | Propustka do půlnoci                                         | John Baggs Jr.              | |
| 1974 | The Gambler                                                  | Axel Freed                  | nominace – Zlatý glóbus za nejlepší mužský herecký výkon (drama)                                                                             |
| 1974 | Kmotr II                                                     | Sonny Corleone              | |
| 1974 | Freebie and the Bean                                         | Freebie                     | |
| 1975 | Funny Lady                                                   | Billy Rose                  | nominace – Zlatý glóbus za nejlepší mužský herecký výkon (komedie / muzikál)                                                                 |
| 1975 | Rollerball                                                   | Jonathan E.                 | ocenění Cena Saturn za nejlepšího herce |
| 1975 | Gone with the West                                           | Jud McGraw                  | |
| 1975 | Zabijácká elita                                              | Mike Locken                 | |
| 1976 | Harry a Walter jedou do New Yorku                            | Harry Dighby                | |
| 1976 | Němý film                                                    | James Caan                  | |
| 1977 | Příliš vzdálený most                                         | Eddie Dohun                 | |
| 1977 | Jiný muž, jiná šance                                         | David Williams              | |
| 1978 | Přijíždí jezdec                                              | Frank 'Buck' Athearn        | |
| 1979 | 1941                                                         | námořník v boji             | |
| 1979 | Druhá kapitola                                               | George Schneider            | |
| 1980 | Ztraceni beze stop                                           | Thomas Hacklin              | |
| 1981 | Zloděj                                                       | Frank                       | |
| 1981 | Jedni a druzí                                                | Jack Glenn/Jason Glenn      | |
| 1982 | Polib mě na rozloučenou                                      | Jolly Villano               | |
| 1987 | Zahrady z kamene                                             | Clell Hazard                | |
| 1987 | Lebkouni                                                     | Matthew Sykes               | |
| 1990 | Dick Tracy                                                   | Spaldoni                    | |
| 1990 | Misery nechce zemřít                                         | Paul Sheldon                | nominace – Cena Saturn za nejlepšího herce                                                                                                   |
| 1991 | Muž se třema rukama                                          | Doctor Scurvy               | |
| 1991 | For the Boys                                                 | Eddie Sparks                | |
| 1992 | Líbánky v Las Vegas                                          | Tommy Korman                | |
| 1993 | Program                                                      | Sam Winters                 | |
| 1993 | Kost a kůže                                                  | Roy Sweeney                 | |
| 1995 | A Boy Called Hate                                            | Jim                         | |
| 1996 | Tašunga                                                      | Sean McLennon               | |
| 1996 | Grázlové                                                     | Henry                       | |
| 1996 | Likvidátor                                                   | Robert Deguerin             | |
| 1996 | Střelený                                                     | Frank Colton                | |
| 1998 | This Is My Father                                            | Kieran Johnson              | |
| 1999 | Mickovy modré oči                                            | Frank Vitale                | |
| 2000 | Temná zákoutí                                                | Frank Olchin                | |
| 2000 | Šťastné město                                                | Charlie Doyles              | |
| 2000 | Únosci                                                       | Joe Sarno                   | |
| 2001 | Bachař z věznice Red Rock                                    | John Flinders               | |
| 2001 | Zapadákov                                                    | Roy Baker                   | |
| 2001 | Záblesk z pekel                                              | Fred Moosally               | |
| 2001 | Stíny minulosti                                              | Lance Huston                | |
| 2002 | Night at the Golden Eagle                                    | vězeň Warden                | |
| 2002 | Město duchů                                                  | Marvin                      | |
| 2002 | Krvavý zločin                                                | šerif Morgan McKenna        | |
| 2003 | Rezidence Jericho                                            | Leonard Grey                | |
| 2003 | Dogville                                                     | velký muž                   | |
| 2003 | This Thing of Ours                                           | Jimmy                       | |
| 2003 | Vánoční skřítek                                              | Walter Hobbs                | |
| 2005 | Ďábelský Santa                                               | Darren Mason                | |
| 2008 | Mafiánka                                                     | Salvatore Palmeri           | |
| 2008 | Dostaňte agenta Smarta                                       | prezident                   | |
| 2009 | Mercy                                                        | Gerry Ryan                  | |
| 2009 | Family Guy Presents: Something Something Something Dark Side | James Caan                  | |
| 2009 | New Yorku, miluji Tě!                                        | Riccoli                     | |
| 2009 | Zataženo, občas trakaře                                      | Tim Lockwood (Flintův otec) | (dabing) |
| 2010 | Prostředníci                                                 | Jerry Haggerty              | |
| 2010 | Henry's Crime                                                | Max                         | |
| 2010 | Minkow                                                       | Paul Vinsant                | |
| 2010 | The Annoying Orange                                          | Jalapeño                    | (dabing) |
| 2011 | Anyone's Son                                                 | John Hanna                  | |
| 2011 | Detachment                                                   | Seaboldt                    | (předprodukce) |
| 2011 | Sweetwater                                                   | Ned Irish                   | (předprodukce) |